# Radó Denise
Radó Denise (Békéscsaba, 1962. július 18. –) Jászai Mari-díjas magyar színésznő, rendező, érdemes művész.

## Életútja
Gyermekként nem akart színésznő lenni, inkább a művészettörténet érdekelte. Érettségi után felvételizett az ELTE-re és a Színművészeti Akadémiára. Utóbbi helyre másodjára felvételt nyert. A sikeres felvételi előtt egy évet dolgozott a győri színháznál. 1985-ben végezte el a színész szakot Békés András osztályában. 1985–2002 között a József Attila, 1991–2007 között párhuzamosan a Gárdonyi Géza Színház tagja is volt. 2002–2004 között a Vidám Színpadnál dolgozott mint művészeti tanácsadó és rendező. 2004 óta szabadúszóként működött. 2007-től a szolnoki Szigligeti Színház tagja. Főiskolás kora óta szinkronizál is. Volt díszlet- és jelmeztervező, koreográfus. Évekig szinkronrendezőként is dolgozott.

## Családja
Színészdinasztia sarja: nagyapja Radó Béla (1876–1963) színész, rendező, színházigazgató, édesapja Radó László (1902–1977) színművész, rendező, színházigazgató, szervezési osztályvezető, művészeti tanácsadó. Édesanyja Almássy Gizi (1928–) színésznő, nagybátyja Radó Vilmos (1913–2001) színész, rendező és színházigazgató. Férje: Bor Zoltán (1963–) színész, produkciós vezető, tanácsadó, a Masterfilm Digitál Kft. ügyvezető igazgatója, lánya: Bor Anna Luca.

## Színházi szerepei
- Kisfaludy Károly: Kisfaludy-játék....
- Bertolt Brecht: Mahagonny városának tündöklése és bukása....
- Bertolt Brecht – Kurt Weill: Koldusopera....Kocsma Jenny
- Noël Coward: Magánélet....Louise
- Bíró Lajos: Sárga liliom....Judit
- William Shakespeare: 'Színház az egész világ'....Miranda; Dajka
- Borisz Lvovics Vasziljev: Csendesek a hajnalok....Liza
- Gershwin: Vadnők....Molly Gray
- Molière: Mizantróp....Célimène
- Szomory Dezső: Takács Alice....Helvét Cica; Gazdasszony
- Popplewell: A hölgy fecseg és nyomoz....Clara Rocher; Virginie Renoir
- Sarkadi Imre: Elveszett paradicsom....Mira
- Gandillot: A kikapós patikárius....Brigitte
- Gosztonyi János: A festett király....Anna
- Fjodor Mihajlovics Dosztojevszkij: A félkegyelmű....Nasztaszja Filippovna
- Molnár Ferenc: A testőr....Szobalány
- Suppé: Boccaccio....Beatrice
- Siposhegyi Péter: A semmi ágán....Judit
- Munkácsi Miklós: Lisszaboni eső....Jola
- Mózes Lajos: A győztes szolgalegények....Mézi
- Carlo Goldoni: Szmirnai komédiások....Annina
- Leonyid Zorin: Varsói melódia....Helga
- Gay: Me and My Girl....Jaquie
- Alan Ayckbourn: Lépcsőnjáró szellemek....Kitty
- George Bernard Shaw: A hős és a csokoládékatona....Raina
- Zerkovitz Béla: Csókos asszony....Rica-Maca
- Faragó Zsuzsa: Budapest anno... avagy az Orfeum alászáll....
- Agatha Christie: Eszményi gyilkos....Miss Joan Bennet
- Heltai Jenő: Naftalin....Terka
- Sultz Sándor: És a hősök hazatérnek....Kisanna
- William Shakespeare: Szentivánéji álom....Heléna
- Selmeczi György: Svejk vagyok....Kathy Wendler
- Ray Henderson: Diákszerelem....Connie
- Molnár Ferenc: A Pál utcai fiúk....Barabás
- Makszim Gorkij: Éjjeli menedékhely....Natasa
- William Shakespeare: Tévedések vígjátéka....Adriana; Luciana
- Witkiewicz-Gombrowicz-Schultz: Leckék és 40 Mandelbaum....Asszony mechanikus bölcsővel
- Styne: Gypsy....June
- László Miklós: Illatszertár....Rátz kisasszony
- Szép Ernő: Vőlegény....Kornél
- Csehov-Petrusevszkaja: A 3 nővér, kékben....Tatjana; Natasa
- Molnár Ferenc: Az ibolya....Thúz kisasszony
- Schwab: Népirtás avagy nem funkcionál a májam....Bianca
- Lajtai Lajos: Párizsi divat....Malvin kisasszony
- Egressy Zoltán: A 'Németh Antal - ügy'....Peéry Piri
- Fejes Endre: Vonó Ignác....Mater Terézia
- Radó Denise: Galambos Erzsi - az első 70 évem....
- Pozsgai Zsolt: Szerelem, bolondulásig....Froska; Szöszi; Titokbaba, Edit
- Pozsgai Zsolt: Ha megjön Kabos....Mária
- Gábor-Molnár-Vaszary-Karinthy: Ránk fér....
- Hunyady Sándor: Feketeszárú cseresznye....Irina
- Katona József: Bánk bán....Gertrudis
- Robert Harling: Szépségszalon....Valery
- Molnár Ferenc: Az üvegcipő....Adél
- Friedrich Schiller: Ármány és szerelem....Lady Milford
- William Somerset Maugham: Imádok férjhez menni....Pogsonné
- Marc Camoletti: Félrelépni tilos!....Claude
- Hunyady Sándor: A három sárkány....Tatár Anna
- Friedrich Schiller: Stuart Mária....Erzsébet
- Fenyő Miklós– Tasnádi István: Made in Hungária....Anya
- Szép Ernő: Patika....Patikusné
- Carlo Goldoni: Chioggiai csetepaté....Libera
- Vörösmarty Mihály: Csongor és Tünde....Éj
- Anton Pavlovics Csehov: Cseresznyéskert....Ranyevszkaja
- Neil Dunn: Öt nő az esőben....Delores

## Színházi rendezései
A Színházi Adattárban regisztrált bemutatóinak száma: 25.
- Nicolaj: Hárman a padon (1996)
- Karinthy-Molnár-Gábor: A lányok angyalok..? (1996)
- Paso: Mennyből a... hulla (1997, 2002, 2010)
- Radó Denise: A Fedák-ügy avagy kontra, rekontra, szubkontra (1998)
- Camoletti: Hatan pizsamában (1998)
- Orton: Szajré (1999)
- Kocsák Tibor: Légy jó mindhalálig (2000, 2011)
- Ábrahám Pál: 3:1 a szerelem javára (2001)
- Radó Denise: Galambos Erzsi - az első 70 évem (2001)
- Marriott-Grant: Nász-frász (2003)
- Rogers-Hammerstein: A muzsika hangja (2003)
- Elek Szilvia: Mámor, menüett (2005)
- Gábor-Molnár-Vaszary-Karinthy: Ránk fér (2006)
- Bart: Oliver (2007)
- Dunn: Gőzben (2008)
- Kesey: Kakukkfészek (2009)
- Goggin: Apácák (2009)
- Harling: Szépségszalon (2009)
- Leigh: La Mancha lovagja (2010)
- Harris: Csupa balláb (2010)
- Lloyd Webber: Jézus Krisztus szupersztár (2011)
- Kálmán Imre: Cirkuszhercegnő (2012)
- Ábrahám Pál: Bál a Savoyban (2012)
- Kander-Ebb: Cabaret (2013)
- Fenyő-Tasnádi: Made in Hungária (2014)
- Tömöry-Korcsmáros: Csizmás kandúr (2014)
- Dunn: Öt nő az esőben (2014)
- Lehár Ferenc: Luxemburg grófja (2015)
- Presser-Sztevanovity-Horváth: A Padlás (2015)

## Filmjei
- A kikapós patikárius (1986)
- Gyorsított eljárás (1988)
- Családi kör (1989)
- Walaki (1990)
- Pénzt, de sokat! (1991)
- Frici, a vállalkozó szellem (1993)
- Szomszédok (1994-1995)
- Égi madár (2011)
- Pillangó (2012)

## Szinkron
- Az elveszett ereklyék fosztogatói - Sydney Fox - Tia Carrere
- Börtönrock - Peggy Van Alden (Judy Tyler)
- Hősök - Janice Parkman - Elizabeth Lackey
- Sírhant művek - Brenda Fisher - Rachel Griffiths
- Trinity Kórház - Christina Hawthorne - Jada Pinkett Smith
- Dallas - Mendy Winger (Jockey szeretője) - Deborah Shelton[4]
- Az eastwicki boszorkányok - Sukie - Michelle Pfeiffer
- A szarvasvadász - Linda - Meryl Streep
- Edith és Marcel - Edith/Margot - Evelyn Boux
- Fedőneve Pipő - Frieda - Sigourney Weaver
- Charlie angyalai - Madison Lee - Demi Moore
- LOL - Anne - Demi Moore
- Egy csodálatos elme - Alicica Nash - Jennifer Connelly
- Doktor D. - Doktor D. - Callie Thorne
- A másik Boleyn lány - Aragóniai Katalin - Ana Torrent
- Lökött örökösök - Kitty - Catherine Zeta-Jones
- A sakál - Koszlova őrnagy - Diane Venora
- Tökéletes másolat - Helen Hudson - Sigourney Weaver
- Mortal Kombat 11 - Kronika
- Marimar - Brenda - Frances Ondiviela
- Börtönrock - Judy Tyler
- Grant kapitány gyermekei - Lady Glenarvan (Tamara Akulova)

## Díjai, elismerései
- Területi Prima-díj (2012)
- Jászai Mari-díj (2013)
- Érdemes művész (2022)[5]